# Massala (Séguéla)
Pour les articles homonymes, voir Massala.
Massala  est une localité du centre de la Côte d'Ivoire et appartenant au département de Séguéla, Région du Worodougou. La localité de Massala est un chef-lieu de commune. La localité a pour autorité municipale M. TRAORE KARAMOKO, élu à la suite des élections du 02 Septembre 2023 avec 94,94 % des voix.